# Fusicoccum amygdali
Fusicoccum amygdali es un hongo patógeno de las plantas que a menudo emite una toxina conocida como fusicoccina que hace abrir a los estomas de las plantas.
Algunos de los cultivos que se pueden ver afectados por este hongo son almendro, melocotonero o ciruelo.